# Pulau Gelang
Pulau Gelang is een bestuurslaag in het regentschap Indragiri Hulu van de provincie Riau, Indonesië. Pulau Gelang telt 1716 inwoners (volkstelling 2010).